# ラップ

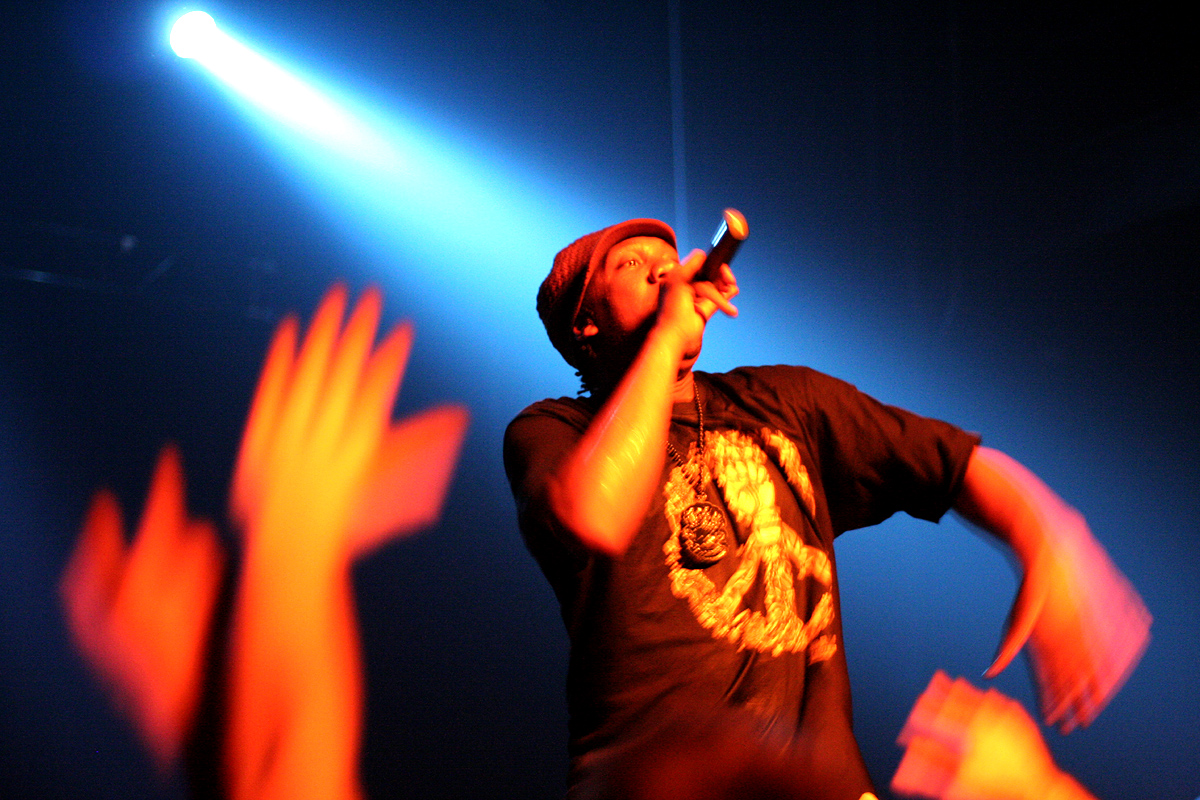
ラップをするKRS-One（アメリカ、2006年）

ラップ (rap) は、音楽手法、歌唱法の一つ。「韻律、リズミカルな演説、ストリートの言葉」を組み込み、バックビートや伴奏など様々な方法で唱えられる。ラップの要素には、「内容」（何が言われているか）、「フロウ」（リズム、韻）、「話し方」（終止、声調）が含まれる。

## 概要
ラップはインストルメンタルトラックの時間通りに実行されるという点で、スポークン・ワードとは異なる。ラップはしばしばヒップホップ・ミュージックと関連しており、ヒップホップ・ミュージックの主要な要素ではあるが、この現象の起源はヒップホップ文化より先立っている。近代的なラップの最も初期の先駆けは、西アフリカのグリオの伝統である。それは「口頭伝承者」 や「賛歌歌手」 が、伝承や系譜を広めるか、あるいは「称賛または個人批評」 のために恐るべき修辞的な技術を使用していた。
英語ではラップのことを rhyming（ライミング）、spitting （スピッティング）、emceeing / MCing（エムシーイング）とも言う。ラップをする人のことをラッパー (rapper) やMCと言う。
ラップは、メロディをあまり必要とせず、似た言葉や語尾が同じ言葉を繰り返す、韻（ライム）を踏むのが特徴的で、口語に近い抑揚をつけて発声する。曲の拍感覚に合わせる方法（オン・ビート）と合わせない方法（オフ・ビート）がある。レゲエにおけるディージェイが行うトースティングはよく似ているが、抑揚の付け方が異なり、トースティングは独特のメロディを付けることが多いという違いもある。
普通の歌のようにメロディを付けた物 や、トースティングのような抑揚の付け方やメロディの物 でラップと呼ばれる物もある。ラップのスタイルはラッパーがどのような手法を得意としているかにも因ることがある。
ラップ／ヒップホップとハウス・ミュージックを合体させたヒップ・ハウスも存在し、ヒップハウスのグループには、ツイン・ハイプなどがいた。

## 語源
英語でラップは字義的にはいくつかの意味があり、1つ目は「打つ、叩く」などの擬音語で、トントン、コツコツ、といった物音。2つ目は「叱責、非難、告訴、告発」。3つ目が黒人英語である「おしゃべり」や「軽口言葉」、「会話」という意味で、もとは俗語としてはさまざまな意味に転じたが、そこから「しゃべるような歌」という意味に広がった。今日の英語辞典では3つ目の意味としてほとんど記載されており、「1970年代にアメリカで始まった黒人の音楽でDJなどとともに語るように歌われるダンスミュージック」などといった解説が加えられているものもある。これらの意味から文学などでは「急いで読む」「早口で喋る」などの意味に転用されることもある。

## 歴史
早口（リズミカル）な言葉を使って相手をやりこめる黒人独持の話術を音楽に取り入れ、1970年代後半に、アメリカニューヨークの黒人DJから生まれた。誕生の場は70年代後半の、ニューヨークでみられたブロック・パーティーである。古くはアフリカン・グリオ（文盲者に口伝で歴史や詩を伝える者達）にそのルーツが見られ、マルコムXやキング牧師といった政治的指導者のスピーチも大きく影響を与えている。モハメド・アリのインタビューなどで見られた言葉遊びによって、より広まったといわれる。レゲエにおけるトースティングにも影響を受けていると考えられており、トースティングがレコードに収録されているインストゥルメンタルに乗せて行うように、DJがプレイするブレイクビーツに乗せて行ったのが初期のラップの形だと考えられている。あらかじめ用意した歌詞（リリック）ではなく、即興で歌詞を作り、歌詞とライムの技術を競うフリースタイルもある。
また、「ラップする者」を意味するラッパー（rapper）は、1979年、ファットバックの「キング・ティムIII」やシュガーヒル・ギャングのシングル「Rapper's Delight」 が話題になってから広まった呼称である。一部の人はこの呼称を避けることがあり、Run-D.M.C.が名付けたMC（microphone controller）という呼称を使用する。1981年、ブロンディはシングル「ラプチュア（Rapture）[:en]」の中で間奏部分にラップを取り入れて、ビルボード1位、年間チャート19位のヒットを記録した。グランドマスター・フラッシュの「ザ・メッセージ」は社会問題についてラップした作品として、話題になった。1986年にはランDMCがビッグヒットを出して、1989年にはビッグ・ダディ・ケイン、デラ・ソウルらのソウル・ヒットにより、ラップは黄金時代を迎えた。
2018年1月8日にNHK-FMラジオ『今日は一日○○三昧』第189回で「今日は一日“RAP”三昧」 が約10時間に亘り放送された。出演は宇多丸（RHYMESTER）、高橋芳朗、DJ YANATAKE（DJ・ディレクター・音楽ライター）、渡辺志保（音楽ライター）、ゲスト：いとうせいこう、Bose（スチャダラパー）、Zeebra、漢 a.k.a. GAMI、BAD HOPで、日米のラップ史40年が紐解かれ、書籍化もされている。まずラップの前段階としてヒップホップがあり、ヒップホップ発祥の地は、ニューヨークウエスト・ブロンクスのモーリスハイツ地区セジウィック通り1520番地で、ここはニューヨーク市の史跡保存局によって公式に「ヒップホップ発祥の地」として認定されているという。ジャマイカからの移民・クール・ハークがここで曲のドラムの間奏部分を繋げてブレイクビーツという技術を発明し、当初は同地区の公営住宅の中の娯楽室で開催されたパーティでそれが演奏され、若者がそれに合わせて踊った。さらに客を煽るため、クール・ハークはMCを雇い、MCがマイクを持ち、ユーモアを交えたりリズミカルな喋りで客を沸かした。これがラップの誕生。クール・ハーク、グランドマスター・フラッシュ、アフリカ・バンバータが初期のヒップホップDJ三強が技術を改良。当時はあくまでパーティという感覚で音源化するという発想はなく、レコードはなく、パーティの様子を録ったカセットテープが出回った。これに「ラップが今、若者に流行ってるらしいから、レコードを出せば儲かるんじゃない」と発想したソウルシンガー・シルヴィア・ロビンソンが、ラップが出来そうなピザ屋で働いている連中とかを適当に集めて作ったのがシュガーヒル・ギャングで、彼らの1979年9月16日リリースのシングル 「Rapper's Delight」が世界で初めてのヒップホップ／ラップのレコードの大ヒット曲になった。
ヒップホップの起源は前述のように比較的明らかとされ、クール・ハークこと、本名：クライブ・キャンベル発祥である。ジャマイカキングストン生まれのクライブが、家族でアメリカニューヨークのブロンクスに移り住んでからその歴史がスタートした。重要なのはジャマイカキングストンでは巨大なスピーカーが積み上がったサウンド・システム、ソマーセット・レインからスカやレゲエが大音量で流れ、それに合わせて自分の詩などを朗読したり即興の語りを披露したりするスタイルが日常的に行われていたことで、これは、ジャマイカではトースティングと呼ばれる一つの音楽スタイルになっていた。12歳だったクライブの耳には、キングストンの音響システムとトースティングの体験がくっきりと脳裏に残っていた。アメリカ移住後にブロンクスのラジオから流れてくるロックやディスコのDJカズン・ブルージーやウルフマン・ジャックなどにも影響を受けた。クライブ・キャンベルは15歳でブロンクスでハウス・パーティを定期的に開催し、まだ誰にも知られていない存在ながら、DJクール・ハークを名乗り自らDJを始めた。DJクール・ハークのパーティーの評判は次第にブロンクス中に広まり、やがてジャマイカの移民仲間であるコーク・ラ・ロック、DJクラーク・ケントの3人で「ハーキュロイズ」を結成。ジャマイカで体験したサウンドシステムをベースに、曲中のリズム・セッションやパーカッションだけのブレイクの部分を「メリーゴーラウンド」と呼ばれるテクニックで延々と引き延ばした。同じレコードを2枚用意して、ブレイク部分を繰り返し繋ぐ手法。こうしてブレイクが何分も続くことでダンサーたちは興奮し、踊り狂う。1976年頃にこのブレイク部分になると飛び込んできて踊りまくるアクロバティックなダンサーたちをクール・ハークがブレイク・ボーイズ、略してBボーイズと呼んだ。これがブレイクダンス（breakdancing,breakin'）の誕生となる。
ヒップホップ／ラップ／ブレイクダンスは全て1970年代に生まれたものであるが、アメリカではラップの先駆曲はコメディアン・ピグミート・マーカムによる1968年の「Here Comes the Judge」と評価されているという。またラップミュージックの基本的リズムパターンを生み出したのはファンクの元祖・ジェームス・ブラウンという見方もある。ブラウンの後継世代によるPファンクは、ブラウンとラップを繋ぐ役割を果たした。ラップミュージックはリズム／ビートの部分で多くをファンクのグループに依っている。デ・ラ・ソウル、スヌープ・ドギー・ドッグ、ドクター・ドレーなど、極めて多くのヒップホップミュージシャンがそのサウンドをカバー／リミックスする。

## 日本におけるラップ

### 歴史
1980年代初頭はまだアメリカでもヒップホップ／ラップは、ニューヨークのごく一部にイケてる人だけが知っている音楽と考えられ、ニューヨーク以外の人以外は全く知らない状態のため、1970年代以前の日本におけるヒップホップ／ラップについては記録はない。
日本に輸入されるのはだいぶ後になってからで、スネークマンショーが1981年2月21日にリリースしたアルバム『スネークマン・ショー』に収録された「咲坂と桃内のごきげんいかがワン・ツゥ・スリー」（作詞：スネークマン・ショー 作曲：細野晴臣）は、非常に早い日本語ラップの事例である。制作経緯については、スネークマンショーのメンバーだった小林克也は「（何年だったかは忘れたが）六本木を歩いていたら、あるスタッフに呼びとめられて、スクラッチとラップを聴かされた、アーティスト名は忘れたが、それを聴いて衝撃受けた、これで世界が変わるかもしれないと思うほどで、パンクにやられたときと同じような衝撃を感じた。それですぐ、これをやりたいなとブロンディの『ラプチュアー』のアナログ盤をいじって「咲坂と桃内のごきげんいかがワン・ツゥ・スリー」を作り、『スネークマン・ショー』に収録した」と話している。宇多丸は「小林克也さんに直接お話を聞いたときに得た証言があります。シュガーヒル・ギャングの『Rapper's Delight』がアメリカで1979年にリリースされて大ヒットしているときに、それをニューヨークで聴いた桑原茂一さんが、『番組でもこんな感じの曲をやろう！』と。当時はまだサンプラーもないですから、『Rapper’s Delight』の元となった、シックの『Good Times』の、頭の「ドンドンドンドン……♪」の部分を、テープを切り貼りして、輪っかを作ってトラックのループとする擬似的なサンプリングループみたいな制作で、桑原さんがニューヨークから帰ってきてすぐ、1980年初頭くらい」と聞いた」と述べている。「つまり『咲坂と桃内のごきげんいかがワン・ツゥ・スリー』は『Rapper's Delight』から直接的な影響を受けて日本の音楽として置き換えたもので、ヒップホップは、1980年代初頭にはほぼリアルタイムで日本に輸入されていたことになる」と論じている。日本語ラップの歴史を振り返るとき、アメリカのラップミュージックをはっきりと意識した最初の曲という意味で、『咲坂と桃内のごきげんいかがワン・ツゥ・スリー』を起点に置くことが定説。反復フレーズに乗って登場する2人のアナウンサーが丁寧なことばで何かと自慢しつつお互いを褒め合う（後に言葉として定着したほめ殺し）、ラップをステレオタイプ的な日本人がやったら、というヒネリを効かせたノベルティソングで、同曲が「日本初のラップ」である。小林は「絶えず音楽を紹介しているから、新しいものが出てくると、僕なりに受け止める。最初のころのラップは『服をたくさん持っている』とひたすら自慢するとか、そういう感じの歌詞だったんです」述べており、それが自身の音楽に反映した。
その後、本格的にラップをやるため、ザ・ナンバーワン・バンドを結成し、1982年6月21日発売のアルバム『もも』に広島弁のラップ「うわさのカム・トゥ・ハワイ」を収録。同曲が日本で最初のラップという評価もある。「うわさのカム・トゥ・ハワイ」は、曲はポップながら、移民の苦労や真珠湾攻撃など、反戦歌的内容を方言を用いてラップで自虐的に歌うという、その後の日本に於けるラップのプラットフォームを準備する楽曲になった。
磯部涼は「日本で最初にラップ・ミュージックの要素をアレンジに取り入れたのは『咲坂と桃内のごきげんいかがワン・ツゥ・スリー』。その後1980年代前半までは同曲と同傾向の歌謡ラップが数多く制作された」と論じている。いとうせいこうも「『咲坂と桃内のごきげんいかがワン・ツゥ・スリー』はラップ」と話している。テクノを得意とする音楽ライター・四方宏明は「『咲坂と桃内のごきげんいかがワン・ツゥ・スリー』は、元祖日本語ラップでもあり、お笑いテクノの元祖でもある」等と論じている。
「咲坂と桃内のごきげんいかがワン・ツゥ・スリー」に続く日本のラップ曲は、1981年3月21日にリリースされたイエロー・マジック・オーケストラ（YMO）5枚目のアルバム『BGM』に収録された「RAP PHENOMENA／ラップ現象」（作詞:細野晴臣、ピーター・バラカン、作曲:細野晴臣）である。ラップ現象とラップをかけた言葉遊びのような歌詞ではあるが、日本のラップで曲名に「ラップ」が使用された最初の楽曲。ただこの曲は細野の作詞をピーター・バラカンが英訳したものを細野自身が全編英語でラップしており、日本（語）のラップではない。メロディも本格的なテクノサウンドである。
山田邦子は1981年12月5日発売のシングル「邦子のかわい子ぶりっ子（バスガイド篇）」（作詞:山田邦子、作曲:渡辺直樹）と、1982年12月5日発売のセカンドアルバム『贅沢者』に収録の「哲学しよう」（作詞:山田邦子、作曲：細野晴臣）でラップを披露している。
日本の事典・用語辞典で「ラップ」という言葉が紹介されたのは『現代用語の基礎知識（1984年版）』が最初。執筆は中村とうようで、ラップを「1970年代の終わりから82年にかけてニューヨークで大流行したファンク・サウンド。と言っても実はこれはメロディのないシャベリ（ナレーション）で、ディスコ・ビートに乗って語呂のいい言葉をリズミカルにポンポンとしゃべりまくる。シュガーヒル・ギャング、グランドマスター・フラッシュなどがラップのレコードを大ヒットさせた。ラップをやる人をラッパーと呼ぶ」と書かれている（原文ママ）。中村はラップは、ファンクやディスコミュージックからの派生と解釈していたものと見られる。この書は1984年1月1日発行のため、「ラップ」という言葉が音楽関係者の間で認知されたのは1983年頃と考えられる。
1970年代以前の日本の曲の中にもラップのような事例もあるが、日本には昔から「五七調」や「阿呆陀羅経」「オッペケペー節」、トニー谷や、早口言葉のようなラップに似たリズムを持つ言葉遊びのようなものがあり、ラップの起源については諸説有るが、一般的に1970年代後半にニューヨークで生まれ、商業的にも初めて成功を納めたラップと言われるシュガーヒル・ギャングの「Rapper's Delight」のリリースが1979年9月16日であり、前述のように70年代のラップはアメリカでも音源がほとんどないとされ、ラップはすぐにはアメリカでも市民権を得られなかったとされることから、これ以前の日本に海外のラップの影響を受けたラップがあったとは考えにくい。音楽ライター・二木信は「ラップは1980年代初頭にアメリカのNYから日本に輸入されたもの」と述べている。
1980年代以降、欧米ではラップをフィーチャーしたヒット曲が続々生まれた。
1984年3月25日発売のスーパー・エキセントリック・シアター（SET）のアルバム『THE ART OF NIPPONOMICS』に収録された「BEAT THE RAP」（作詞：高橋幸宏、ピーターバラカン、SET、作曲・編曲：高橋幸宏）は、明らかにラップミュージックを意識して制作されていると評価される。同曲は特に関西のディスコを中心にカルト・ヒットしたとされ、タイトルに「RAP」が使用されている他、曲中、東北弁なのか関東方言なのか分からない方言と大阪弁、北海道方言、東京方言を使用してSETのメンバーがラップで自己紹介をする。広島弁を駆使した「うわさのカム・トゥ・ハワイ」と共に、日本語ラップは初期段階から方言との親和性が高かった。佐野元春は1984年6月21日リリースのシングル「COMPLICATION SHAKEDOWN」、11月21日リリースのシングル「NEW AGE」でラップへの接近を試み、吉幾三がアメリカのラップを参考にして制作した「俺ら東京さ行ぐだ」は、1984年11月25日にリリースされ、オリコンシングルチャート4位のヒットを記録した。また同年12月21日のシングル「涙のtake a chance」で、ブレイクダンスを導入した風見しんごは、1985年4月24日リリースのシングル「BEAT ON PANIC」で一部ラップを取り入れた。1980年代前半にラップミュージックを意識して制作された楽曲には他に、1984年のイラマゴ「TYOロック」がある。但し1980年代前半の日本語ラップは「五七調」のような、いかにも日本的なリズムという評価もある。以後ラップはJ-POPなど日本のポピュラー音楽にも取り入れられる手法となった。
いとうせいこうは早稲田大学に入学してすぐ1980年か1981年くらいに極東放送（FEN）から流れてきた間のすごくあるビートの上に言葉が乗ってくるファンキーな曲を、まだラップとは知らなかったがカッコよくて認識はしていた、それで大学の「FEN研究会」でラップの真似事のようなことをやった、また1982年12月にオープンした六本木インクスティックで、1984年10月にオープンした「クラブD」でDJをやっていた藤原ヒロシにステージに呼ばれ、マイクを持たされラップの真似事やった、「それが初めてクラブから発生した日本語のヒップホップだったんじゃないかな」「スクラッチもヒロシとK.U.D.O.とか数人くらいしかできなかったと思う」等と話している。いとうのラップを今日音源で確認できるのは1985年12月21日リリースされたアルバム『業界くん物語』となる。いとうは「日本語ラップは80年代後半に生まれたもの」と述べている。1980年代半ばから藤原ヒロシらがラップに取り組み、近田春夫は1986年にビートに乗せてしゃべりまくるラップを始めて、「日本語はロックに向かない」との定説に挑戦した。磯部涼は「このあたりが日本語ラップの第1世代と言えると思う」と論じている。いとうと近田は『ミュージック・マガジン』1987年1月号で、当時の「日本の音楽は歌詞よりメロディが先行している」と批判し、「対してラップは、普段話すスピードでことばが吐けるので、強靭なリアリティを持ち込むことができる」と、日本語ラップの将来性を期待する発言を行った。
アメリカではパブリック・エネミー、エリックb&ラキームといったヒップホップ・グループが続々登場し、エアロスミスのシングル「ウォーク・ディス・ウェイ」をヒップホップ・グループ・Run-D.M.C.がカバー、1986年7月4日にシングルリリースして世界的に大ヒットした。Run-D.M.C.はこの年に来日している。1986年に日本で初めてのヒップホップ専門のクラブ「HIP HOP」が渋谷にオープンした。同店の当時のDJZOLA、こと長峰弘樹は「当時のヒップホップといっても一般的には馴染みが薄く、ジャンルとしても確立されたものではありませんでしたが、Run-D.M.C.の『ウォーク・ディス・ウェイ』のヒットにより注目を集め始めた頃でした。最初にこの曲を聴いたときは『なんだーロックじゃねーか！』といま一つピンと来なかった」と証言している。日本でも最先端でヒップホップやラップに関わっていた人が、ロックとヒップホップやラップの違いがよく分からない時代に、日本でどれだけの人がヒップホップやラップを認識していたのかという問題が起こってくる。
パブリック・エネミーも1987年に来日し、日本の音楽シーンにヒップホップが次第に定着していく。当時としては珍しい黒人の映画監督・スパイク・リーの『ドゥ・ザ・ライト・シング』が1989年、アメリカで公開され高い評価を受けた。日本公開は翌1990年だったが、タイトルロールからそのパブリック・エナミーの「ファイト・ザ・パワー」が鳴り響き、ヒップホップ／クラブカルチャー等に興味のある一部の若者たちが劇場に詰めかけた。ただ当時はミニシアターブームで、ヨーロッパのアート系映画などが盛んに日本でもてはやされた時期で、バブル期の日本では非現実な映画であったかもしれない。
M.C.ハマーも1990年前後に「U Can't Touch This」が人気となり、ハマーのダンスは日本でも人気を博した。アメリカでは1980年代後半から黒人の地位向上を訴える政治的な曲が増加した。M.C.ハマーの1991年の来日公演で「日本にラップが完全に定着するか」と書かれた文献や、「Run-D.M.C.とM.C.ハマーによって日本でラップが広がりを見せた」と書かれた文献もある。
1989年デビューした電気グルーヴは、コンピューターを駆使したテクノサウンドが売りだが、曲によってラップを導入した。1990年デビューのスチャダラパーのMCボーズは「Run-D.M.C.に衝撃を受けて、ラップグループを結成した」と話している。1980年代後半からラップ・コンテストが盛んに行われ、磯部涼は「1989年3月開催のラップ・コンテストに彗星のごとく現れたスチャダラパーが持つポピュラリティによって、ラップ・ミュージックは日本で決定的に認知されるに至る」と論じている。1990年代になると1993年11月21日リリースのm.c.A・T「Bomb A Head!」、1994年3月9日リリース、小沢健二とスチャダラパーのコラボ楽曲「今夜はブギー・バック」などのヒット曲も生まれ、"J–RAP"と称されたバブルガム・ブラザーズもラップを取り入れブームを起こし、1994年8月21日に発売されたEAST END×YURIの「DA.YO.NE」は、アメリカのラップが政治や社会への批判を歌っていたのに対して、友人同士の会話がテーマで、純粋なラップファンは敬遠したが、若者の最先端の俗語や流行語を積極的に取り入れられ、若者の共感を得て日本のラップ曲として初めてミリオンセラーになった。多くの日本人にヒップホップやラップなる音楽があることが初めて認識されたのはこの1994年と見られる。
1991年1月に7回目の来日をしたビリー・ジョエルは、読売新聞のインタビューで「ラップは好き嫌い以前に、僕にとっては音楽ではない。そこにはメロディーもコードもない。詞を乗せたリズムだと思う。だから、ラップ・ミュージックというのは、ジャンボ・シュリンプ（巨大な小エビ）と同じで矛盾した言葉だよ」と評した。ラップやサンプリングの出現は古典的な意味での音楽の解体が進み、1990年代はポピュラー音楽は迷路に入り込んだとも評された。ラップの歴史が長くなるにつれ、マンネリや行き詰り、閉塞状況が生まれ、日本語ラップの一部にも偏向した思想や差別などのネガティブな傾向も現れるようになった。
それまでミクスチャー・ロック的なイメージがあったDragon Ashが、1999年5月リリースの5枚目のシングル「Grateful Days」でヒップホップを取り込んだことは、日本のシーンに対する影響は絶大だった。日本でヒップホップの裾野が広がったのは、同曲のヒットが大きいといわれる。21世紀に入ると、アメリカのヒップホップの影響から完全に決別し日本のシーンが独自の道を歩き始めるようになり、日本のヒップホップ／ラップは完全にメジャーシーンに影響を持ち始めていく。2020年代に於いてはアイドル楽曲にも取り入れられる。

### 言語と技法
日本人アーティストによるラップは日本語によって行われることが多い。しかし、日本語は英語とは文法や発声法、音韻が大きく異なる。そのため、日本語のラップはしばしば倒置法や喚体句などの修辞技法や、半韻や多重韻、英語風の発音が使用され、しばしばしゃべり言葉とはかけ離れた語調・文体となる。
近田春夫などは、この日本語のラップにおける不自然な日本語に対し否定的見解を示している。また、その独特な語り口調が日本人の音楽風土に合わないという指摘もあり、生理的に受け付けない者も多く、日本ではあまり好まれないジャンルでもある。人によっては「（ラップは）音楽ではない」とし、音楽のジャンルとして認めない者も少なくない。
一方でMummy-Dなどのように、日本語のラップが既存の日本語詩とは異なる表現技法や詩情を開拓した点を肯定的に捉える意見も存在する。音楽評論家中村とうようは、幕末に流行した芸能「阿呆陀羅経」が日本語ラップの源流であるという見解を示している。

## 関連用語
※ 主なものを取り上げる。
- リリック（lyric） - いわゆる歌詞。普通は抒情詩の意味で使われる言葉だが、叙事的な内容の場合もリリックという。
- 韻 - 語尾の母音を合わせることや、子音も含めて似た響きの言葉の繰り返し。単語単位に限らず、文全体として似た響きを繰り返したりもする。動詞の場合は「韻を踏む」と表現する。
- ライム（rhyme） - 韻を踏む行為。
- フロウ（flow） - ラップの節回し、節の上げ下げなどのラップを使った表現の個性、オリジナリティなどを言う。その為「彼のラップにはフロウがある」と言った評し方もある。日本においてはもう少し狭い意味の使い方が多い為、「フロウ」という単語を使いつつ重複した別の言葉が出てくることもある。
- フリースタイル（free style） - 無構成の音に自由な型のラップをハメること。また、最近では、ある程度即興でリリックを考え、ラップすることもフリースタイルと呼ばれるようになってきている。フリースタイルバトルでは、お互いがリリックの内容で攻撃し合う。実際の大会では、有能な対戦相手の弱点を研究し、対策リリックをある程度作ってから臨むこともある。一方で特に即興性の高いものはトップ・オヴ・ザ・ヘッドと呼ばれる。 フリースタイルのイベント・大会なども開催されている。海外アーティストではJINなどがフリースタイル大会の出身者である。
- ワック（wack） - スラングで不出来な、あるいは偽物の意。「ワックMC」など、他のアーティストをディスる（批判する）時に使用する。
- マイクリレー（mic relay） - 複数のMCが決められた小節を担当し、楽曲をつないでいくこと。
- ビーフ（beef） - アーティスト間の罵りあい、喧嘩のこと[注釈 4]。1984年に放送されたアメリカのハンバーガー・チェーンのCMは、ウェンディーズが競争相手のマクドナルドやバーガーキングより中身の牛肉のパティが多いことを印象づけるためのものであった。流行語となり、1984年の民主党大統領候補を決定する予備選挙で、政策の中身の優劣を議論する際にスローガンとして使われた。候補にはモンデール候補が選ばれた。

## ラップを主題とするイベント・番組
- MCバトル
- 戦極 MCBATTLE
- 激闘！ラップ甲子園

番組
- フリースタイルティーチャー - テレビ朝日
- フリースタイルダンジョン - テレビ朝日[57]
- YO！ラップ部 - 中京テレビ
- Epic Rap Battles of History - 歴史上の人物・有名人などがラップで競い合うYoutube番組。日本語では、ERB公認日本語字幕があった。